# Juan Cueto
Juan Cueto Alas (Oviedo, 1942-Madrid, 14 de enero de 2019) fue un escritor, periodista y directivo televisivo español. 

## Trayectoria
Licenciado en Derecho por la Universidad de Oviedo, en Ciencias Políticas por la de Argel y en Periodismo por la de Madrid.[cita requerida]
Columnista y crítico de televisión de El País en sus inicios, fue fundador y director de la Enciclopedia Temática de Asturias, la revista Cuadernos del Norte y Canal Plus España y sus satélites. Formó parte en 1977 de la primera Junta directiva de la Sociedad Asturiana de Filosofía. Firmó también el "Manifiesto contra la exposición Tintín y Hergé" (1984) y por extensión la línea clara.
Ha publicado, entre otros, La sociedad de consumo de masas, Mitologías de la modernidad y Pasión Catódica. Hasta 2008 publicó artículos en el diario El País.
En 1990 participó en la fundación de Canal+ España tras recibir el encargo del Grupo Prisa, y fue su primer director general, cargo que desempeñó durante cuatro años, hasta 1994. También impulsó la creación de canales temáticos como Cinemanía, Documanía, Cineclassics o Minimax.
Juan Cueto es a su vez considerado el inventor del término progresía para referirse a la izquierda surgida de la burguesía.
En el año 2012, el Ayuntamiento de Gijón le otorgó un galardón con el premio María Elvira Muñiz, en reconocimiento tanto a su trayectoria como escritor, como a su apoyo al libro y a su pasión por la lectura.
El 10 de abril de 2019, el Ayuntamiento de Oviedo aprobó por unanimidad conceder el título de Hijo predilecto de Oviedo a Juan Cueto como "uno de los mejores intérpretes de la transformación continúa de la comunicación y de la relevancia del mundo audiovisual".
Falleció en Madrid el 14 de enero de 2019, a los 76 años, a consecuencia de una larga enfermedad.

## Obras
- La era de lo falso (1968)
- Guía secreta de Asturias (1974)
- Guía secreta de Madrid (1975)
- Una conversación con Navascués (1976)
- Los heterodoxos asturianos (1977)
- Mitologías de la modernidad (1982)
- La sociedad de consumo de masas (1983)
- Eduardo Úrculo (1984)
- Exterior noche (1985)
- Retrato de Camilo José Cela (1989) con Alonso Zamora Vicente
- Pasiones catódicas (1990)
- El siglo de la duda (1990)
- Recuerdos de la vida del pintor Evaristo Valle (2000)
- Cuando Madrid hizo pop: de la posmodernidad a la globalización (2011)
- Yo nací con la infamia: La mirada vagabunda (2012)